# Omaanse Liga
De Omaanse Liga is de Omaanse voetbalcompetitie die opgericht is in 1976 en
er spelen 12 clubs mee.

## Omani League Clubs in 2025/2026
- Al-Khaburah
- Al-Nahda
- Al-Nasr Salalah
- Al-Oruba Sur
- Al-Shabab
- Al Tali'aa
- Dhofar
- Muscat
- Saham
- Al-Seeb
- Sohar
- Sur

## Winnaars
- 1976/77: Fanja
- 1977/78: Muscat
- 1978/79: Fanja
- 1979/80: Al-Nasr Salalah
- 1980/81: Al-Nasr Salalah
- 1981/82: Al Ahli
- 1982/83: Dhofar
- 1983/84: Fanja
- 1984/85: Dhofar
- 1985/86: Fanja
- 1986/87: Fanja
- 1987/88: Fanja
- 1988/89: Al-Nasr Salalah
- 1989/90: Dhofar
- 1990/91: Fanja
- 1991/92: Dhofar
- 1992/93: Dhofar
- 1993/94: Dhofar
- 1994/95: Sur Club
- 1995/96: Sur Club
- 1996/97: Oman Club
- 1997/98: Al-Nasr Salalah
- 1998/99: Dhofar
- 1999/00: Al-Oruba
- 2000/01: Dhofar
- 2001/02: Al-Oruba
- 2002/03: Rowi
- 2003/04: Al-Nasr Salalah
- 2004/05: Dhofar
- 2005/06: Muscat
- 2006/07: Al-Nahda
- 2007/08: Al Oruba
- 2008/09: Al-Nahda
- 2009/10: Al-Suwaiq
- 2010/11: Al-Suwaiq